# Ligaza
U biohemiji, ligaza je enzim koji može da katalizuje spajanje dva velika molekula puretem formiranja nove hemijske veze, što obično prati hidroliza male krajnje hemijske grupe na jednom od većih molekula ili enzim katalizuje povezivanje dva jedinjenja, npr., enzimi kiji katalizuju spajanje C-O, C-S, C-N, etc. Generalno, ligaze katalizuju sledeću reakciju:
ili ponekad
pri čemu mala slova mogu da označavaju male, nezavisne grupe. Ligaze mogu da spoje dva komplementarna fragmenta nukleinske kiseline i poprave jednolančane prekide koji nastaju u dvolančanoj DNK tokom replikacije.

## Nomenklatura
Uobičajena imena ligaza često uključuju reč „ligaza”, kao što je DNK ligaza, enzim koji se obično koristi u molekularno biološkim laboratorijama za spajanje fragmenata DNK. Drugo uobičajeno ime za ligaze uključuje reč „sintetaza”, jer se one koriste za biosintezu novih molekula.
Biohemijska nomenklatura ponekad razlikuje sintetaze od sintaza, a ponekad ih tretira kao sinonime. Po jednoj definiciji, sintaze ne koriste energiju iz nukleozidnih trifosfata (kao što su ATP, GTP, CTP, TTP i UTP), dok sintetaze koriste nukleozidne trifosfate. Takođe je rečeno da je sintaza lijaza (lijaza je enzim koji katalizuje razlaganje raznih hemijskih veza na načine koji nisu hidroliza i oksidacija, često formirajući novu dvostruku vezu ili novu prstenastu strukturu) i ne zahteva nikakvu energiju dok je sintetaza ligaza (ligaza je enzim koji vezuje dve hemikalije ili jedinjenja) i stoga zahteva energiju. Međutim, Zajednička komisija za biohemijsku nomenklaturu (JCBN) nalaže da se termin „sintaza” može koristiti sa bilo kojim enzimom koji katalizuje sintezu (nezavisno od toga da li koristi nukleozidne trifosfate), dok se „sintetaza” koristi sinonimno.

## Klasifikacija
Ligagaze se klasifikuju kao EC 6 u EC brojevnoj klasifikaciji enzima. Ligaze se mogud dalje klasifikovati u šest podklasa:
- EC 6.1 obuhvata ligaze koje se koriste za formiranje ugljenik-kiseonik veza
- EC 6.2 obuhvata ligaze koje se koriste za formiranje ugljenik-sumpor veza
- EC 6.3 obuhvata ligaze koje se koriste za formiranje ugljenik-azot veza (uključujući argininosukcinatnu sintazu)
- EC 6.4 obuhvata ligaze koje se koriste za formiranje ugljenik-ugljenik veza
- EC 6.5 obuhvata ligaze koje se koriste za formiranje fosforno estarskih veza
- EC 6.6 obuhvata ligaze koje se koriste za formiranje azot-metal veza, kao u helatazama

## Lizaze asocirane sa membranom
Pojedine ligaze su povezane sa biološkim membranama kao periferni membranski proteini ili usidrene pomoću jednog transmembranskog heliksa, na primer pojedine ubikvitinske ligaze.